# تاکر (جورجیا)
تاکر (به انگلیسی: Tucker) یک شهر در ایالات متحده آمریکا است که در شهرستان دیکلب، جورجیا واقع شده‌است. تاکر ۵۲٫۱۷ کیلومتر مربع مساحت و ۱٬۸۲۷ نفر جمعیت دارد و ۳۴۲ متر بالاتر از سطح دریا واقع شده‌است.